# 查理·布考斯基
查理·布考斯基 （英文：Henry Charles Bukowski，1920年8月16日—1994年3月9日），德裔美國詩人，小說家和短篇小說家。布考斯基的寫作風格嚴重的受到了他在洛杉磯家鄉的地理和氣氛的影響，特點是側重於描寫生活處於社會邊緣地位的貧困美國人、寫作行為、酒、與女人的交往、苦工的工作和賽馬。他的作品很多，有數以千計的詩，數以百計的小故事和6篇小說，最終擁有60多本圖書出版。1986年，《時代周刊》稱他為一個“美國下層階級的桂冠詩人”（laureate of American lowlife）。 